# Georgische koeponi
De Georgische koeponi ("coupon") was de munteenheid van Georgië van 1993 tot 1995. Het werd geïntroduceerd op 5 april 1993 en verving de Russische roebel in een verhouding van 1:1. Deze munteenheid was tijdelijk, zonder munten of kleine wisselgeldeenheden. Er was ook sprake van hyperinflatie. De ISO 4217 code was GEK.

## Bankbiljetten
De bankbiljetten werden uitgegeven in vijf series: vier in 1993 en één in 1994. Elke denominatie werd in niet meer dan twee series geïntroduceerd.

## Denominatie
Op 2 oktober 1995 verving de regering van Edoeard Sjevardnadze de tijdelijke munteenheid door Georgische lari, in een verhouding van 1:1.000.000. Sindsdien is deze vrij stabiel gebleven.